# Камсар
Камсар (або Порт-Камсар) — місто на атлантичному узбережжі Гвінеї у регіоні Боке.

## Географія
Камсар лежить на крайньому заході країні неподалік від кордону з Гвінеєю-Бісау.

### Клімат
Місто розташовується у зоні, котра характеризується кліматом тропічних саван. Найтепліший місяць — квітень із середньою температурою 29.2 °C (84.6 °F). Найхолодніший місяць — грудень, із середньою температурою 25.5 °С (77.9 °F).
| Клімат Камсара          | Клімат Камсара | Клімат Камсара | Клімат Камсара | Клімат Камсара | Клімат Камсара | Клімат Камсара | Клімат Камсара | Клімат Камсара | Клімат Камсара | Клімат Камсара | Клімат Камсара | Клімат Камсара | Клімат Камсара |
| Показник                | Січ.           | Лют.           | Бер.           | Квіт.          | Трав.          | Черв.          | Лип.           | Серп.          | Вер.           | Жовт.          | Лист.          | Груд.          | Рік            |
| Середня температура, °C | 26,7           | 27             | 28,5           | 29,2           | 29             | 27,4           | 26,5           | 26,3           | 26,4           | 26,9           | 26,9           | 25,5           | 27,2           |
| Норма опадів, мм        | 0.1            | 0.2            | 0.6            | 5.2            | 96.4           | 271.1          | 594.9          | 695.1          | 488.7          | 302.3          | 65.4           | 3.1            | 2523.1         |
| Днів з опадами          | 0,1            | 0,2            | 0,7            | 2,3            | 7              | 14,4           | 21             | 23,4           | 20,3           | 13,5           | 4,1            | 0,9            | 107,9          |
| Вологість повітря, %    | 55.9           | 59.3           | 55.5           | 57.4           | 67.7           | 76.5           | 77.5           | 83.1           | 90.1           | 79.1           | 71.1           | 60.6           | 69.5           |
| ----------------------- | -------------- | -------------- | -------------- | -------------- | -------------- | -------------- | -------------- | -------------- | -------------- | -------------- | -------------- | -------------- | -------------- |
| Джерело: Weatherbase    |                |                |                |                |                |                |                |                |                |                |                |                |                |